# Piennes
Piennes is een gemeente in het Franse departement Meurthe-et-Moselle (regio Grand Est). Piennes telde op 1 januari 2022 2.443 inwoners.
De gemeente maakt deel uit van het arrondissement Briey en sinds 22 maart 2015 van het kanton Pays de Briey. Daarvoor hoorde het bij het kanton Audun-le-Roman, dat op die dag opgeheven werd.

## Geografie
De oppervlakte van Piennes bedroeg op 1 januari 2022 4,67 vierkante kilometer; de bevolkingsdichtheid was toen 523,1 inwoners per km².

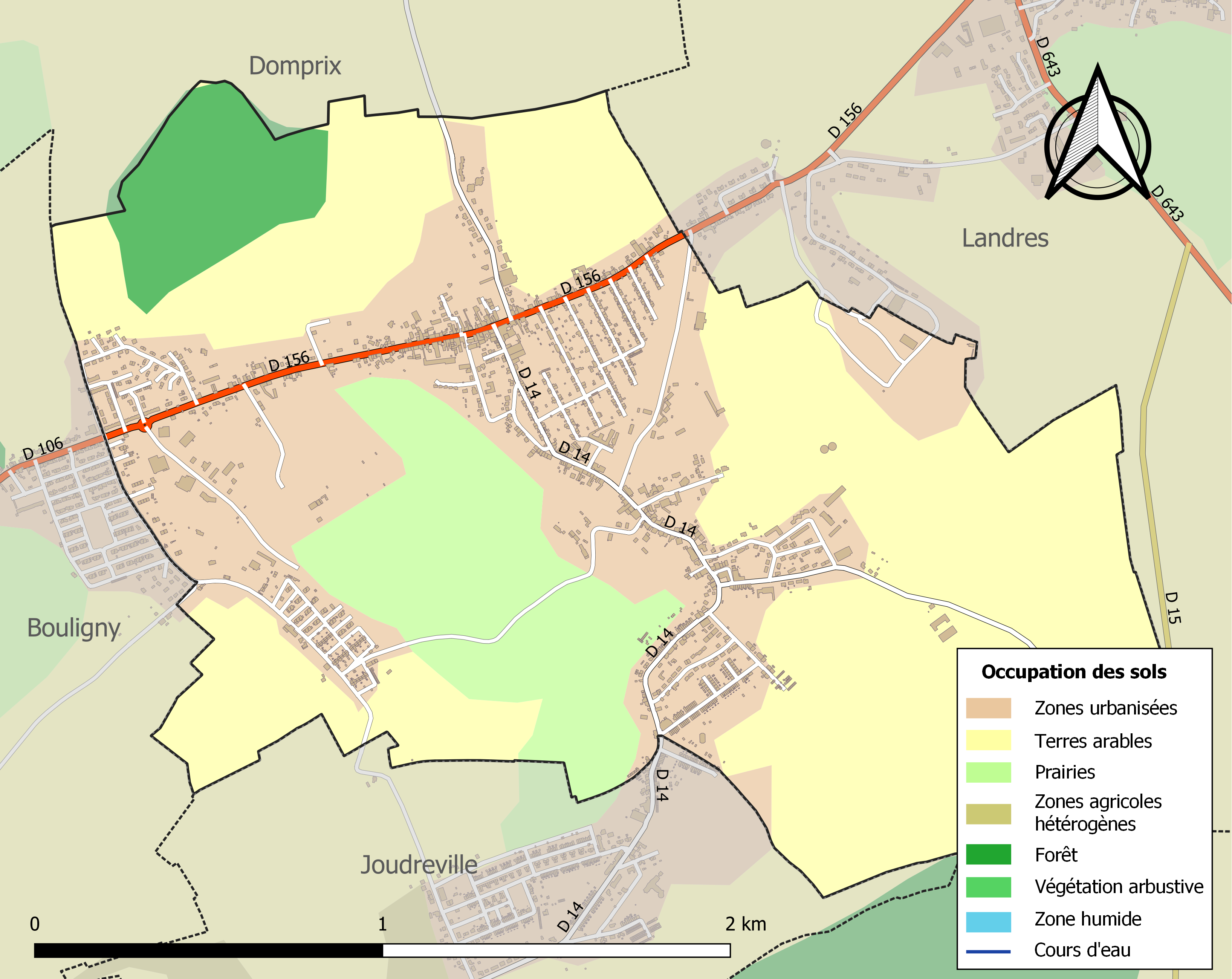
Kaart van de gemeente met de belangrijkste infrastructuur, bodemgebruik en omliggende gemeenten

## Demografie
Onderstaande figuur toont het verloop van het inwonertal (bron: INSEE-tellingen).